# Gerald Häfner

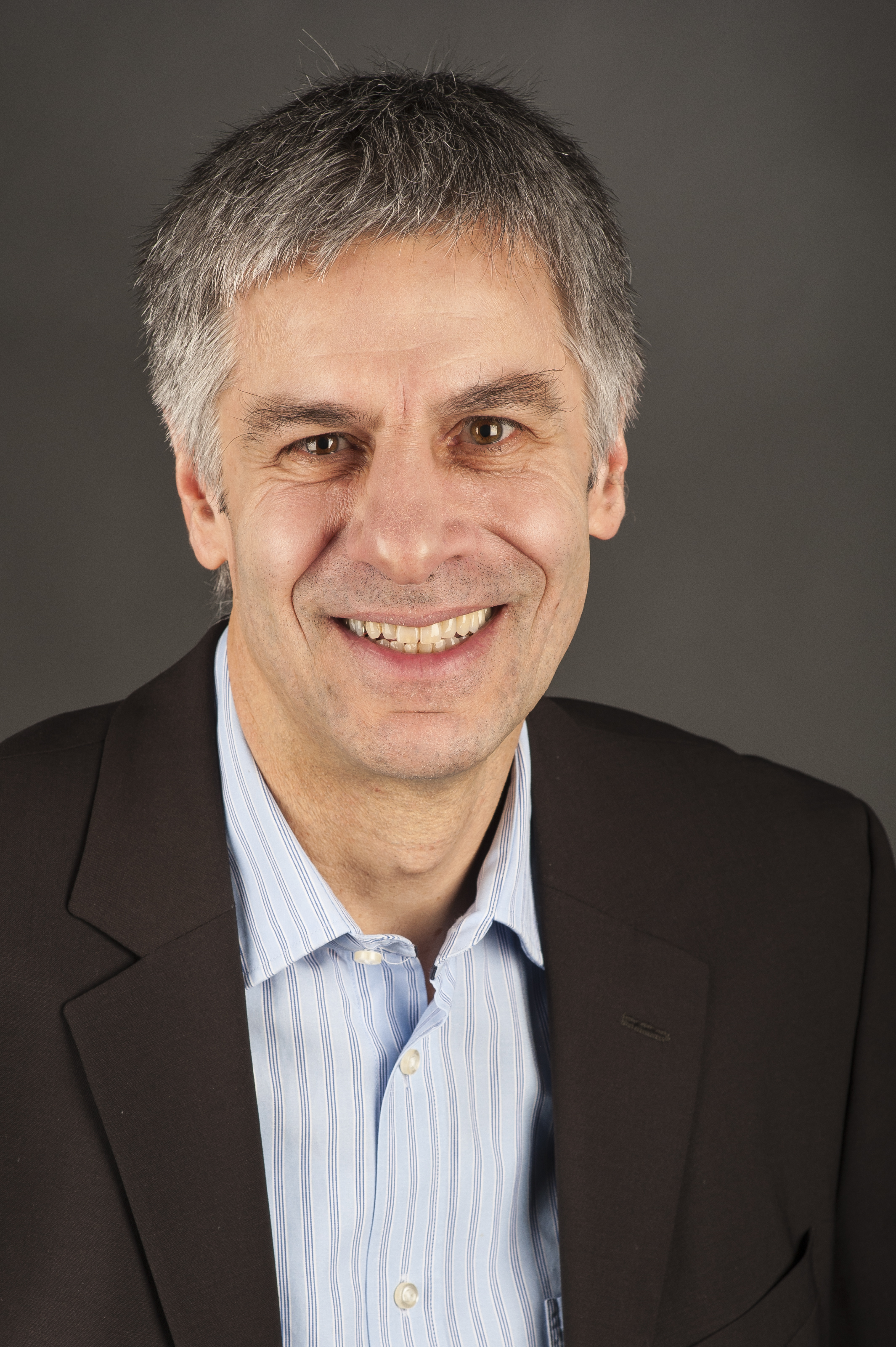
Gerald Häfner 2014

Gerald Häfner (* 3. November 1956 in München) ist ein ehemaliger deutscher Politiker (Bündnis 90/Die Grünen). Er war zwischen 1987 und 2002 dreimal Mitglied des Deutschen Bundestages und war von 2009 bis 2014 Mitglied des Europäischen Parlaments.

## Ausbildung, Beruf, Privates
Von 1978 bis 1984 studierte Häfner Germanistik, Waldorfpädagogik, Sozialwissenschaften und Philosophie in München, Witten und Bochum.
Er ist Autor mit den Schwerpunktthemen Bürgerbeteiligung und direkte Demokratie.
Häfner wurde 2015 als Co-Leiter der Sozialwissenschaftlichen Sektion am Goetheanum in Dornach bestätigt, seit dem Rücktritt von Paul Mackay von der Co-Leitung ist Häfner alleinverantwortlicher Leiter dieser Sektion.
Gerald Häfner lebt in München, ist verheiratet und Vater zweier Kinder.

## Parteipolitik
Er gehörte zu den Mitbegründern der Partei Die Grünen. In den Gründungsjahren der Partei war er 1979 bis 1980 Kreisvorsitzender in München sowie 1980 bis 1981 Geschäftsführer und Pressesprecher des Landesverbandes Bayern, später Bezirksvorsitzender in Schwaben. Von 1991 bis 1994 war Häfner Landesvorsitzender in Bayern.

## Mitglied des Deutschen Bundestages
Gerald Häfner war insgesamt zehn Jahre lang (1987–1990, 1994–1998 und 2001–2002) Mitglied des Deutschen Bundestages für die Bundestagsfraktion von Bündnis 90/Die Grünen. Dort war er rechtspolitischer Sprecher seiner Fraktion.
1994 bis 1998 war er Mitglied und Obmann im Rechtsausschuss, im Geschäftsordnungsausschuss und im Ausschuss Deutsche Einheit.
Häfner war von April 2001 bis Oktober 2002 zum dritten Mal Bundestagsabgeordneter. Er rückte für Claudia Roth nach, da diese als Parteisprecherin wegen des Prinzips der Trennung von Amt und Mandat ihr Bundestagsmandat niederlegen musste. In der 14. Legislaturperiode war er demokratiepolitischer Sprecher der grünen Bundestagsfraktion, Mitglied im Europaausschuss und stellvertretendes Mitglied im Innenausschuss des Deutschen Bundestages.
Häfner hat eine Reihe von Gesetzentwürfen zur Stärkung der Demokratie, der Bürgerrechte und der Bürgerbeteiligung in den Deutschen Bundestag eingebracht. Diese enthielten zahlreiche konkrete und ausgearbeitete Vorschläge zur Verbesserung der Demokratie, der Transparenz sowie der demokratischen Mitwirkungsmöglichkeiten der Bürger, von der Verbesserung des Wahlrechtes, der Neuregelung der Politik(er)finanzierung und der Verankerung der Informationsfreiheit bis hin zur Einführung von Volksbegehren und Volksentscheid. Er hat darüber hinaus viele fraktionsübergreifende Gesetzentwürfe initiiert, vom Alternativentwurf zum Transplantationsgesetz bis hin zum ersten Entwurf eines Nichtraucherschutzgesetzes und zahlreichen Vorstößen zur Parlamentsreform. Häfner war auch Mitautor mehrerer Verfassungsentwürfe sowie Sachverständiger für Demokratie- und Verfassungsfragen, Bürgerbeteiligung bzw. Parlamentsreform unter anderem für die Landtage von Niedersachsen, Sachsen, Sachsen-Anhalt, Thüringen, Brandenburg, Schleswig-Holstein und Rheinland-Pfalz sowie für mehrere Parlamente im europäischen und internationalen Ausland.

## Mitglied des Europäischen Parlaments

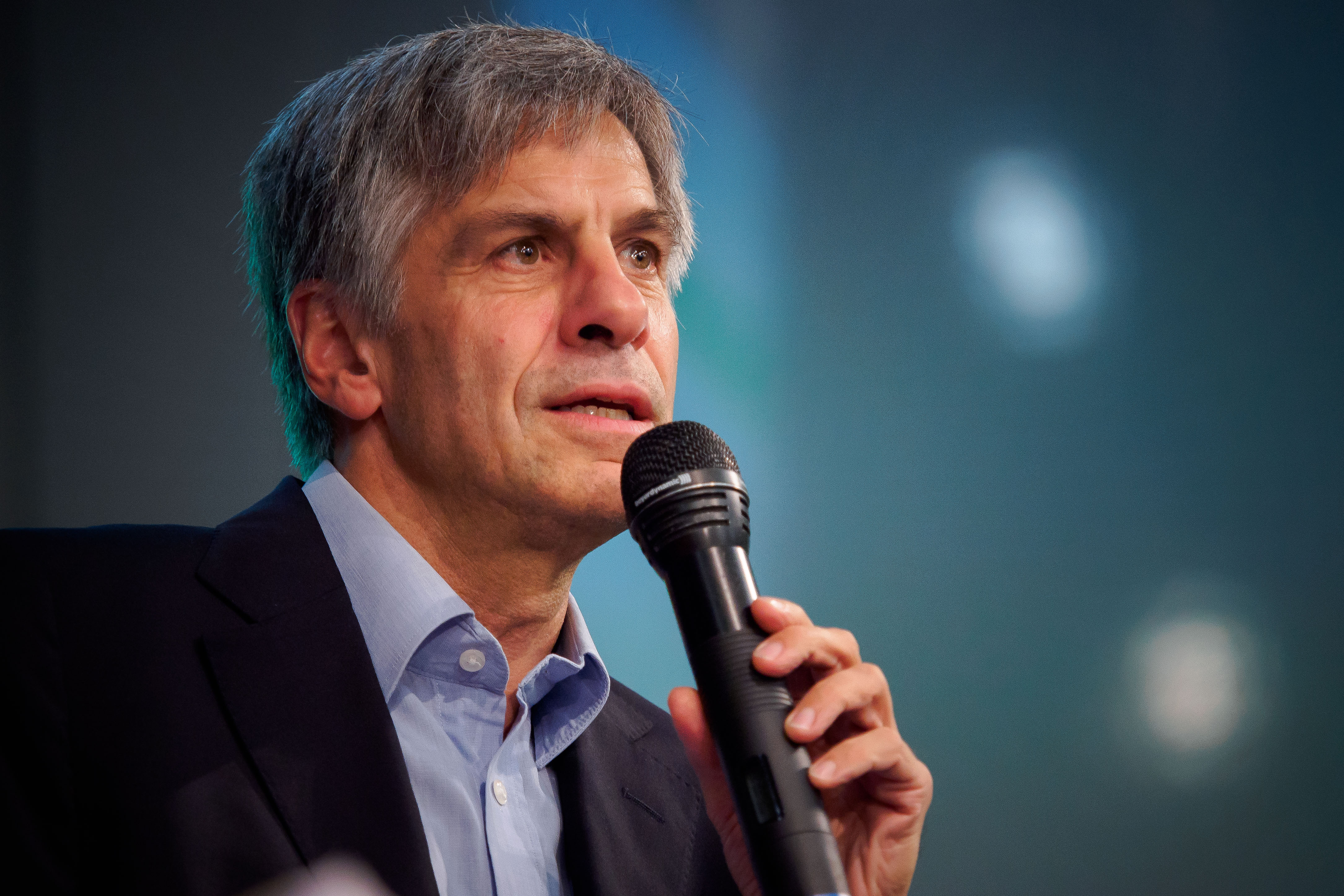
Gerald Häfner, 2015

Gerald Häfner wurde am 7. Juni 2009 für Bündnis 90/Die Grünen in das Europäische Parlament gewählt. Er gehörte der Fraktion Grüne/EFA an. Als Abgeordneter war er Mitglied im Ausschuss für konstitutionelle Fragen und im Rechtsausschuss sowie stellvertretendes Mitglied im Petitionsausschuss. Darüber hinaus war er stellvertretender Vorsitzender der Korea-Delegation und stellvertretendes Mitglied in der ASEAN- sowie der Kaukasus-Delegation des Europäischen Parlamentes.

## Mitgliedschaften
Häfner ist (Mit-)Gründer von verschiedenen Initiativen, insbesondere im Bereich von Demokratie, Bürgerrechten und Verfassung sowie verschiedener Stiftungen. Zu nennen sind unter anderem Mehr Demokratie (dessen Vorstandssprecher er von 1999 bis 2009 war), die Freie Internationale Universität, die Aktion Dritter Weg, Aktion Volksentscheid, Democracy International e. V. (Gründungsvorsitzender seit 2011), die Stiftung Mitarbeit (Mitglied im Kuratorium), Volksentscheid gegen Atomanlagen, die Bundesstiftung zur Aufarbeitung der SED-Diktatur und die Petra-Kelly-Stiftung. Zwischen 1990 und 1992 war er Gründer und Mitglied im Kuratorium für einen demokratisch verfassten Bund deutscher Länder.

## Ehrungen
Häfner erhielt 2001 das „Silberne Mikrofon“ als bester Redner der Abgeordneten des Deutschen Bundestages in der 14. Wahlperiode und 2005 den „National Leadership Award für Politische Innovation“ des Economic Forum Deutschland in der Kategorie Verbesserung des politischen Systems.

## Veröffentlichungen
- Erfahrungen, Stand und Perspektiven der direkten Demokratie in Deutschland und Österreich. In: Jos Verhulst, Arjen Nijeboer (Hrsg.): Direkte Demokratie. Fakten, Argumente, Erfahrungen. Democracy International, Brüssel 2009, ISBN 978-90-78820-02-4.
- mit Michael Efler, Roman Huber und Percy Vogel: Europa: nicht ohne uns! Abwege und Auswege der Demokratie in der Europäischen Union. VSA Verlag, Hamburg 2009, ISBN 978-3-89965-360-1.
- Direkte Demokratie erkämpfen. Von der gesteuerten Demokratie zum Kampf um das Steuerruder. In: U. Müller, S. Giegold, M. Arhelger (Hrsg.): Gesteuerte Demokratie? Wie neoliberale Eliten Politik und Öffentlichkeit beeinflussen. VSA-Verlag, Hamburg 2004, ISBN 3-89965-100-6.
- Die Renaissance der Brüderlichkeit. In: Jacques Attali: Brüderlichkeit. Eine notwendige Utopie im Zeitalter der Globalisierung. Verlag Freies Geistesleben, Stuttgart 2003, ISBN 3-7725-2235-1.
- Deutsche Einheit durch die Hintertür. In: W. Schulz, Heinrich-Böll-Stiftung (Hrsg.): Der Bündnis-Fall: politische Perspektiven 10 Jahre nach der Gründung des Bündnis 90. Ed. Temmen, Bremen 2001, ISBN 3-86108-796-0.
- Denkschrift zu einer Verfassung für den Bund deutscher Länder. In: Vom Grundgesetz zur deutschen Verfassung. Denkschrift und Verfassungsentwurf. Nomos, Baden-Baden 1999, ISBN 3-7890-2506-2.
- Der Tod im Leben von Petra Kelly und Joseph Beuys. In: Petra Kelly, Joseph Beuys: Diese Nacht, in die die Menschen... FIU-Verlag, Wangen 1994, ISBN 3-928780-07-7.